# 鲁菲亚克
鲁菲亚克（法語：Rouffiac，法語發音：[ʁufjak]）是法国奥克西塔尼大区塔恩省的一个市镇，位于该省中部偏北，属于阿尔比区和大阿尔比城市圈公共社区。

## 地理
鲁菲亚克（43°53'0"N, 2°4'5"E）面积11.13 平方千米，位于法国奧克西塔尼大區塔恩省，该省份为法国南部内陆省份，北起顺时针与阿韦龙省、埃罗省、奥德省、上加龙省和塔恩-加龙省接壤。
与鲁菲亚克接壤的市镇（或旧市镇、城区）包括：阿尔比、欧萨克、卡尔吕、费诺勒、弗洛朗坦、普朗普佐尔。

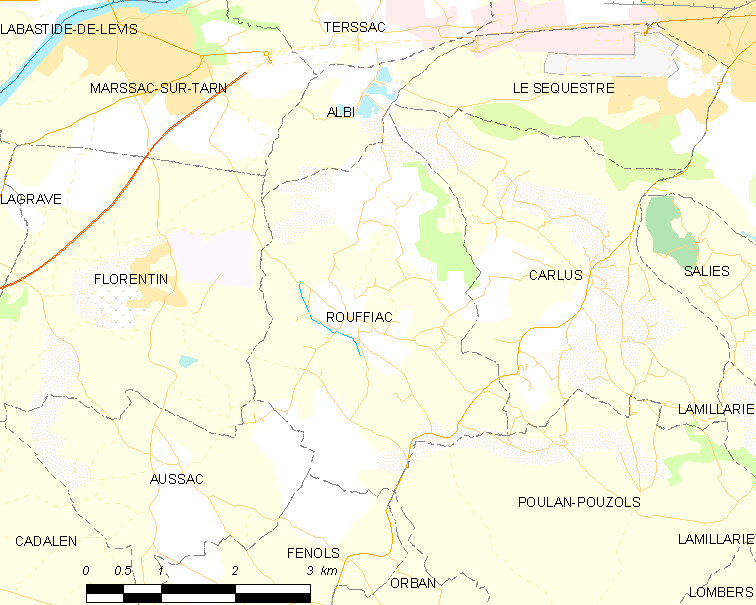
鲁菲亚克的OSM定位图

鲁菲亚克的时区为UTC+01:00、UTC+02:00（夏令时）。

## 行政
鲁菲亚克的邮政编码为81150，INSEE市镇编码为81232。

## 政治
鲁菲亚克所属的省级选区为阿尔比第二县。

## 人口

1962-2008年间鲁菲亚克人口变化图示

鲁菲亚克于2022年1月1日时的人口数量为632人。